# Historalia
Historalia is een Vlaams productiehuis voor musicals. Deze musicals worden iedere zomer georganiseerd op verschillende locaties in België en sinds 2025 in het Verenigd Koninkrijk. Tussen 2014 en 2025 werden er 9 producties gebracht op vier verschillende locaties: Kasteel de Merode (Westerlo), Kasteel van Wijnendale (Torhout), Hever Castle (Verenigd Koninkrijk) en aan de basiliek van Scherpenheuvel. 
Behalve de jaarlijkse musicals, produceert Historalia ook ieder jaar rond kerst een theaterwandeling rond het kerstthema, specifiek bestemd voor kinderen. Deze worden georganiseerd onder de naam 'Kerstmagie'. Hiervoor worden verschillende kastelen in België versierd met vele kerstbomen, lichtjes en cadeautjes.  

## Producties
| Productie        | Jaar | Locatie                          |
| ---------------- | ---- | -------------------------------- |
| Marie-Antoinette | 2014 | Kasteel de Merode (Westerlo)     |
| Albert I         | 2016 | Kasteel de Merode (Westerlo)     |
| Rubens           | 2018 | Kasteel de Merode (Westerlo)     |
| 1830             | 2021 | Kasteel de Merode (Westerlo)     |
| Damiaan          | 2023 | Basiliek van Sherpenheuvel       |
| Marie-Antoinette | 2023 | Kasteel van Wijnendale (Torhout) |
| Jeanne d'Arc     | 2024 | Kasteel de Merode (Westerlo)     |
| 1830             | 2025 | Kasteel van Wijnendale (Torhout) |
| Anna Boleyn      | 2025 | Hever Castle (UK)                |
| Napoleon         | 2026 | Kasteel de Merode (Westerlo)     |

## Kerstmagie
| Verhaal                          | Jaar | Locaties                                                                          |
| -------------------------------- | ---- | --------------------------------------------------------------------------------- |
| in de ban van de ijskoningin     | 2024 | Westerlo, Laarne, Sint-Truiden, Vlamertinge, Aartselaar en Wijnendale             |
| De vijf zintuigen van Kerstmagie | 2023 | Westerlo, Laarne, Sint-Truiden, Vlamertinge, Hingene, Aartselaar en Wijnendale    |
| Kerstmagie op zijn kop!          | 2022 | Westerlo, Laarne, Sint-Truiden, Vlamertinge, Huldenberg, Aartselaar en Wijnendale |
| De Nacht van de Twinkelings      | 2021 | Westerlo, Laarne, Sint-Truiden, Vlamertinge, Huldenberg, Hingene en Wijnendale    |

Kerstmagie ontstond in 2015 in het kasteel van Westerlo. In de jaren daarna speelden verschillende verhalen in verschillende kastelen, waaronder 'Het Ijs van het Kerstparadijs', 'Het Geheim van de Torenkamer', 'Het Magisch Sprookjesboek', 'De Groene Kerstman' en 'Paniek in het Kerstkasteel'. Vanaf 2021 werd ervoor gekozen om in alle kastelen hetzelfde verhaal te vertellen. 

In de editie van Kerstmagie in 2021 tot 2023 speelde Kerstmagie ook in enkele Waalse kastelen onder de noemer 'Magie de Noël'. 